# Washbrook
Washbrook ist ein Dorf in Civil Parish Copdock and Washbrook im District Babergh in der Grafschaft Suffolk, England. Washbrook ist 5 km von Ipswich entfernt. Im Jahr 2011 hatte es eine Bevölkerung von 517 Einwohnern. Aufgrund einer im November 1993 erlassenen Verordnung wurde Washbrook zum 1. April 1994 mit dem südlich angrenzenden Copdock zum neuen Parish Copdock and Washbrook zusammengeschlossen.